# Beriev Be-12
O Beriev Be-12 Chayka (OTAN: "Mail") é uma aeronave anfíbia soviética com motores turboélice, projetada na década de 1950 para missões antissubmarino e de patrulha marítima.

## Design e desenvolvimento
Beriev Be-12 foi a evolução do Beriev Be-6, um barco voador que foi utilizado das primeiras vezes como antissubmarino e avião bombardeiro de patrulha marítima. Embora tivesse parecenças  com o Be-6, o Be-12 herdou pouco mais que o feitio da asa em gaivota.

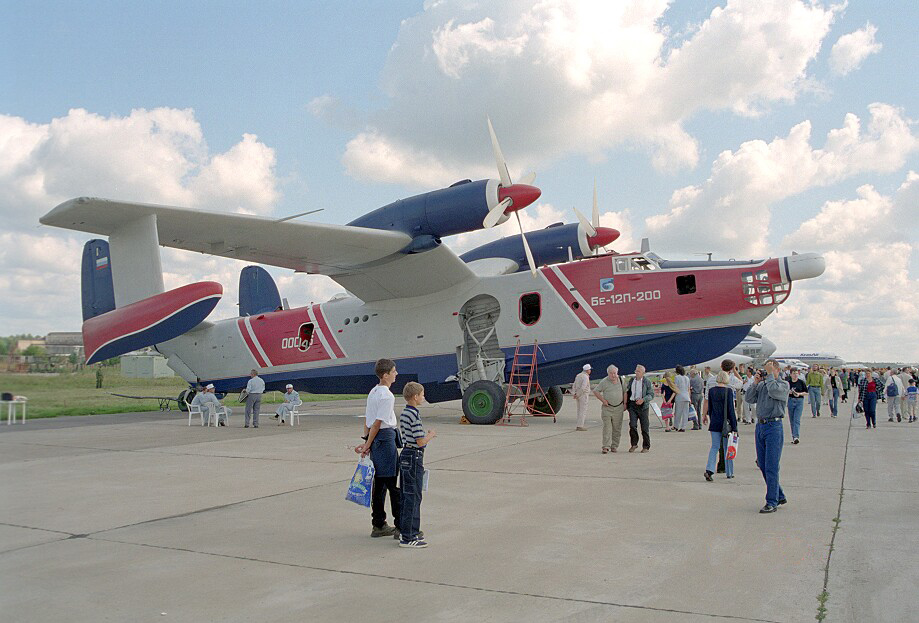
A variante Beriev Be-12P-200.